# サイコドラマ
サイコドラマ（英: psychodrama）、心理劇（しんりげき）とは、演劇の枠組みと技法を用いた心理療法である。クライエントの抱える問題について、演技すなわち行動を通じて理解を深め、解決を目指してゆく集団精神療法であり、演者（主役、補助自我）のみならず、観客もまた重要な役割を果たす。創始者は精神科医のヤコブ・モレノ(Jacob L. Moreno,1889-1974)と心理療法士で妻のザーカ・モレノ（Zerka T. Moreno,1917-2016）。
サイコドラマは、心理療法として使われる活動方法の１つであり、クライアントが彼らの生活について見つめ直し内観するために、自発的に劇化やロールプレイ、劇的な自己表現を用いる。サイコドラマは劇場の要素を含み、しばしば小道具を使用できる舞台の上で行われる。演劇の要素は、女優だったザーカの寄与が大きい。綿密に現実の状況を再現し、それらをその場で実演することによって、クライアントは彼らの行動を評価する機会を得て、生活における特定の状況をより深く理解するのである。サイコドラマは臨床やコミュニティを基にした様々な場面で用いられ、頻繁に利用されている。グループ内の一人一人は、互いの状況にとって治療薬のように作用することができる。しかしながらサイコドラマは、集団療法の形式ではなくてグループの内側から実行される個人の心理療法である。サイコドラマは、訓練を受けたサイコドラマ監督（psychodrama director）によって最もよく指導され、プロデュースされる。　
サイコドラマのセッションでは、グループのあるクライアントが主人公になり、舞台上で演じられる特定の状況に焦点をあてる。例えばクライアントの過去における特定の出来事や未完成の状況、内なるドラマ、ファンタジー、夢、将来の危険を覚悟する状況に対する心構え、あるいは予め思い描くことのなかった今ここでの心理状態の表れなど、様々な場面が演じられるだろう。これらの場面は現実に似通った状況か、内なる心理的過程が具体化されたかのどちらかである。グループの他のメンバーは脇役となり、その場面において他の重要な役を演じることによって主人公をサポートする。
サイコドラマの中核となる信条はモレノによる「自発性・創造性」の理論である。モレノは、個人が状況に対して創造的に反応するための最善の方法は自発性、すなわち即興で作り、瞬間へ反応することであると考えた。自発的に反応し衝動に基づいた創造的な方法で、個人が問題に立ち向かうよう励ますことによって、彼らは彼らの生活の中で、問題に対する新たな解決策を発見し、彼らがその中で生活できるような役割を身につけられるようになる。モレノがサイコドラマにおいて自発的な行動に焦点をあてたのは、彼の自発性劇場（Theatre of Spontaneity）がきっかけであった。彼は台本に基づいた舞台に幻滅し、自分が即興のワークで必要とされる自発性に興味を持っていることに気づいた。彼は1920年代に即興の劇団を設立し、ここでの活動は、彼のサイコドラマ理論の発展に影響を与えた。